# Lotte Koch
Lotte Koch (9 de marzo de 1913 – 26 de mayo de 2013) fue una actriz de cine alemana nacida en Bélgica. Surgió como estrella durante la época nazi, appearing in the 1944 drama The Black Robe. Tras la Segunda Guerra Mundial apareció en varias películas de escombros incluyendo And the Heavens Above Us (1947) con Hans Albers.

## Filmografía seleccionada
- Lumpaci the Vagabond (1936)
- The Heart of a Queen (1940)
- Friedemann Bach (1941)
- Attack on Baku (1942)
- Germanin – Die Geschichte einer kolonialen Tat (1943)
- The Black Robe (1944)
- And the Heavens Above Us (1947)
- Morituri (1948)
- Search for Majora (1949)
- Madonna in Chains (1949)
- Captain Bay-Bay (1953)